# Geup

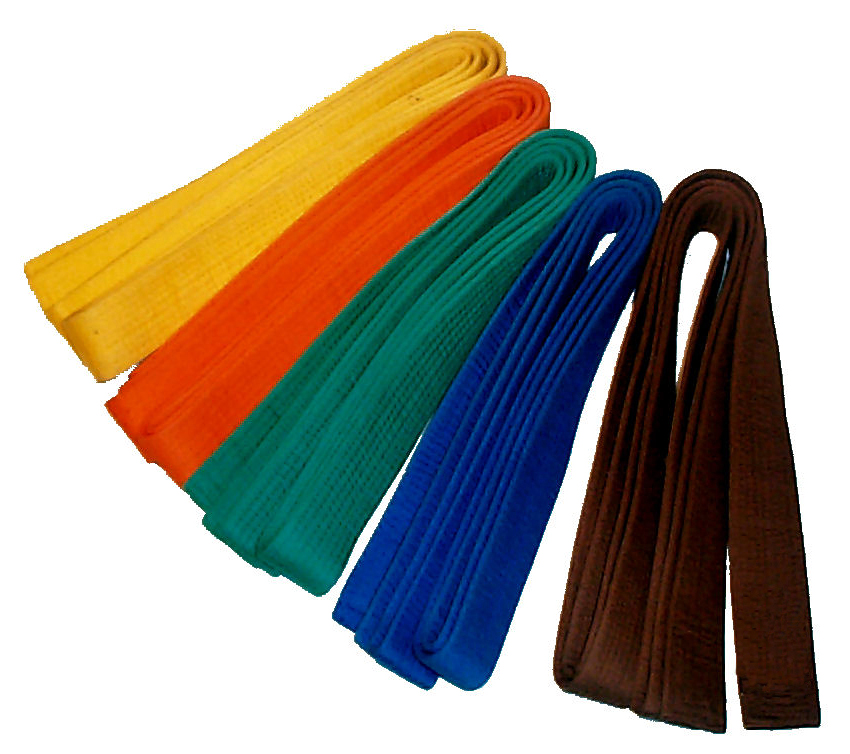
Em muitas artes marciais coreanas, cintos coloridos são utilizados para representar os níveis de geup.

Geup (급) é um termo da língua coreana usado nas artes marciais e noutras atividades para designar diferentes graus ou níveis de proficiência ou experiência. Geup é por vezes transcrito como gup ou kup.
Praticantes de níveis de geup pertencem habitualmente a escalões inferiores ao cinto negro ou ao 1º Dan. Nas artes marciais coreanas, cintos de diferentes cores e pormenores do restante uniforme são utilizados para distinguir os diferentes graus de geup.
A sequência de faixas mais usada é:
```
 •
Faixa Branca                                                                                                                                                                                                                                 
•
Faixa Branca Ponta Amarela

•
Faixa Amarela

•
Faixa Amarela Ponta Verde

•
Faixa Verde

•
Faixa Verde Ponta Azul

•
Faixa Azul

•
Faixa Azul Ponta Vermelha

•
Faixa Vermelha

•
Faixa Vermelha Ponta Preta

•
Faixa Preta (1º ao 10º Dan)
```